# Giuditta (poema)
Giuditta è una parafrasi biblica in versi scritta in antico inglese, che rinarra la storia della decapitazione di Oloferne, condottiero dell'esercito Assiro, da parte dell'eroina eponima, come descritto nel libro deuterocanonico di Giuditta. 
Una sola copia del poema è giunta fino ai giorni nostri, contenuta nel manoscritto Cotton Vitellius A. xv a seguito del poema Beowulf. Il testo è danneggiato, e sono leggibili soltanto 348 versi; la parte iniziale del libro è certamente andata perduta, e secondo alcuni studiosi manca del materiale anche dalla parte finale. Lo stile utilizzato è quello del metro allitterativo.
Come gran parte della poesia anglosassone, l'opera è anonima e di datazione incerta. Normalmente viene collocata tra la fine del X secolo e l'inizio dell'XI secolo.
| Controllo di autorità | VIAF (EN) 175794461 · LCCN (EN) n82063099 |